# زبان اشاره ژاپنی
زبان اشاره ژاپنی (日本手話) زبان اشاره‌ای است که توسط ناشنوایان و کم شنوایان در ژاپن استفاده می‌شود. این زبان همانند زبان ژاپنی یک زبان طبیعی است.